# 诺基亚Lumia 930
Nokia Lumia 930 是由诺基亚开发，运行 Windows Phone 8.1 操作系统的智能手机。 其于2014 年 4 月 2 日在 Microsoft Build 2014 发布，预计将在 2014 年 6 月出售。
设备旨在作为Lumia 旗舰设备里Lumia 92x 型号线的后代型号。 Lumia 930 基本上是仅仅Verison独家的 Lumia Icon 的国际版，两种型号设计规格一致，唯一不同的是 Lumia 930 搭载的操作系统是 Windows Phone 8.1 ，而不是 Windows Phone 8，以及基带支持的网络制式不同 。特別的是，這臺手機是在諾基亞手機部門賣給微軟的過渡時期發表及販售的。

## 命名
这款手机在开发时期泄露出的名字为Lumia 929。发行后，型号确实是929, 但是Lumia首次选择了名称为不是型号命名。
國際版命名為Nokia Lumia 930。

## 发行
诺基亚Lumia 930在2014年4月发行，与Lumia Icon的外观和硬件配置几乎相同，但930使用的是GSM频段并且出厂自带Windows Phone 8.1操作系统和Cyan 固件，它给看作Lumia Icon的国际版。鉴于目前Lumia Icon与Lumia 930都能够升级到Windows 10 Mobile，这些系统方面的差异也不存在了。

## 主要特征
- 5英寸1920x1080分辨率AMOLED屏幕[9]441 PPI touchscreen display
- 5英寸1920x1080分辨率AMOLED屏幕[9] 441 PPI touchscreen display
- 高通骁龙 800 处理器
- 2GB LPDDR3 RAM
- 20 MP 卡尔蔡司认证PureView光学镜头，像素超采样
- 光学图像防抖
- 2160p (4K UHD)30帧视频
- 麦克风降噪
- 无限AC Wi-Fi
- 支持4G LTE
- Microsoft Cortana语音助理[10]

## 反响
Lumia Icon收获了较多的积极评论，一些评论家称这是有史以来最好的Windows Phone手机，因为它的相机质量, 显示屏，运行速度都很好。评论家们关于这款手机的设计存在争议，部分人认为金属机身的手感非常好，另一些人则认为它的设计过于保守。
Engadget的Brad Molen称Lumia Icon是“我们期待已久的高端Windows Phone智能机。它拥有令人惊叹的显示屏，绝佳的运行速度和值得称道的摄影质量。但是由Verizon独占严重限制了它的表现。”PCWorld的Mark Hachman则说：“如果你很依赖手机app的话,你最好还是购买iPhone或是Android手机吧，因为它们的第三方app数量充足。但是Lumia Icon和Lumia 1520确实是目前市场上最好的Windows Phone。关键看你认为哪种尺寸更适合你。”Wired的Christina Bonnington 声称即便这是最好的Windows Phone也令人失望，因为它的通话质量实在糟糕。但对处理器性能、无线充电等硬件质量表示了赞赏。